# Ganodes
Ganodes är ett släkte av steklar. Ganodes ingår i familjen brokparasitsteklar.
Kladogram enligt Catalogue of Life:
| Ganodes | \| \| Ganodes balteatus \| \| \| \| \| \| Ganodes matai \| \| \| \| |
|         | \| \| Ganodes balteatus \| \| \| \| \| \| Ganodes matai \| \| \| \| |
|         | Ganodes balteatus                                                   |
|         |                                                                     |
|         | Ganodes matai                                                       |
|         |                                                                     |